# Wakizashi

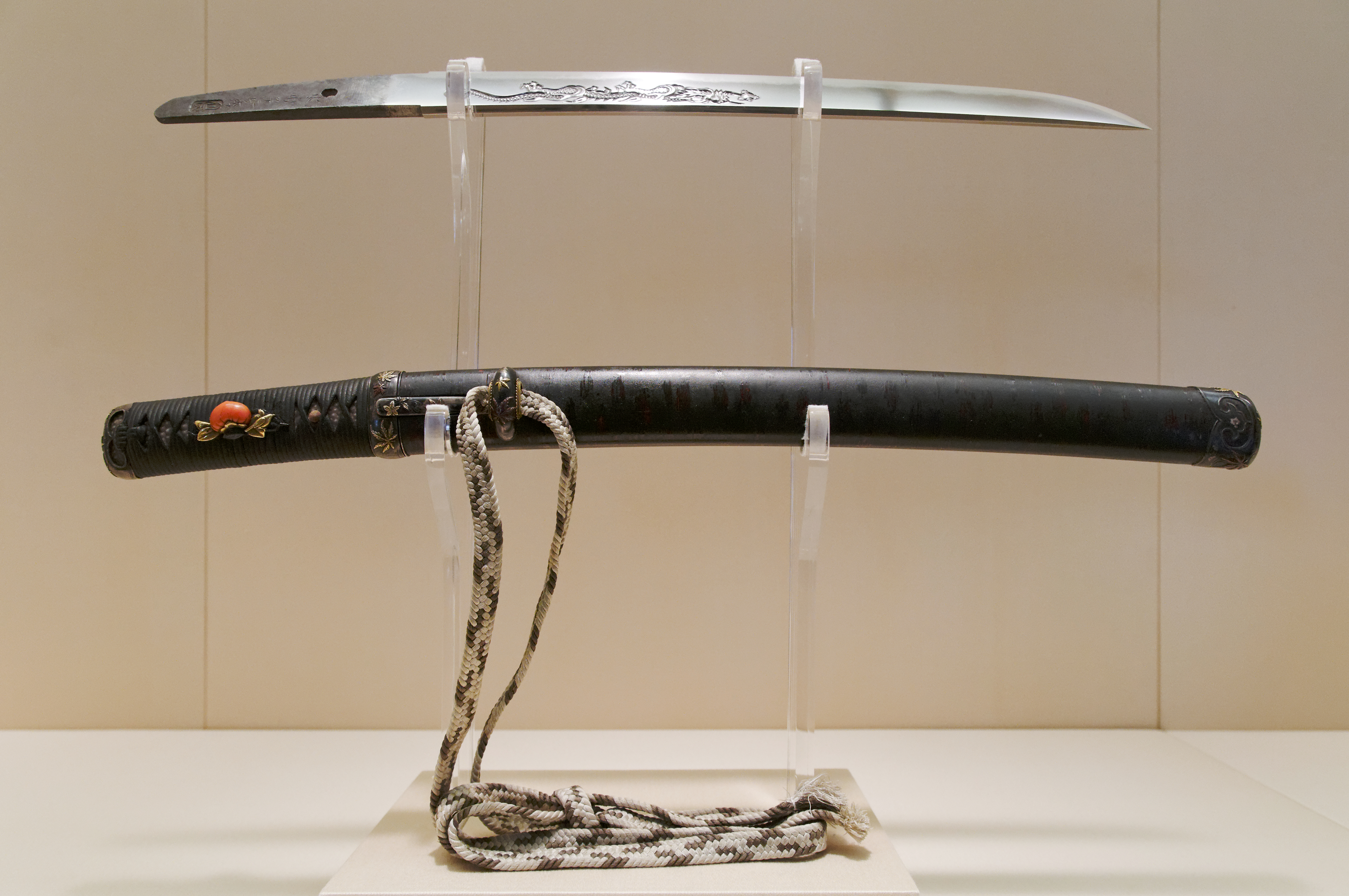
Wakizashi do período Edo.

A wakizashi (Kanji: 脇差 Hiragana: わきざし), também conhecida como Oo-wakizashi ou Naga-wakizashi, é uma espada curta japonesa, usada em conjunto com a katana pelos samurais. Era usada principalmente em combates de curta distância. Era utilizada também na prática do ritual seppuku.